# Pausania di Damasco
Pausania di Damasco (in greco antico: Παυσανίας?; II secolo a.C. – II secolo a.C.) è stato un geografo greco antico.

## Biografia
Pausania, nativo di Damasco, è citato come geografo da Costantino Porfirogenito.

## Opera
Avrebbe scritto, nell'ultimo quarto del II secolo a.C., un trattato di geografia in prosa, la "Circumnavigazione della Terra", che descriveva le coste dei territori dell'antico mondo greco, normalmente indicato come opera di Pseudo-Scimno..